# Jiná láska
Jiná láska è un film del 2008 diretto da Martin Dolenský. 
La pellicola fa parte di una serie di film che analizzano un problema sociale, in questo caso l'omofobia e le conseguenze che possono avere sui bambini.

## Trama
Eva è un'insegnante delle medie-superiori. Vive una vita perfetta: ha due figli, un marito amorevole, Petr, e una buona reputazione all'interno della scuola. La sua esistenza viene scombussolata dall'incontro con Daniela, insegnante di suo figlio. Tra di loro c'è un certo feeling e le due iniziano una relazione che porterà tantissimi sospetti tra i loro colleghi. Piena di sensi di colpa, inoltre, Eva rivela la verità a Petr. Inizia così una lunga battaglia tra le donne e Petr. Quest'ultimo, per ferire la moglie, userà i bambini a suo vantaggio, insegnandogli a disprezzare l'omosessualità.